# Kreisfeuerwehrverband

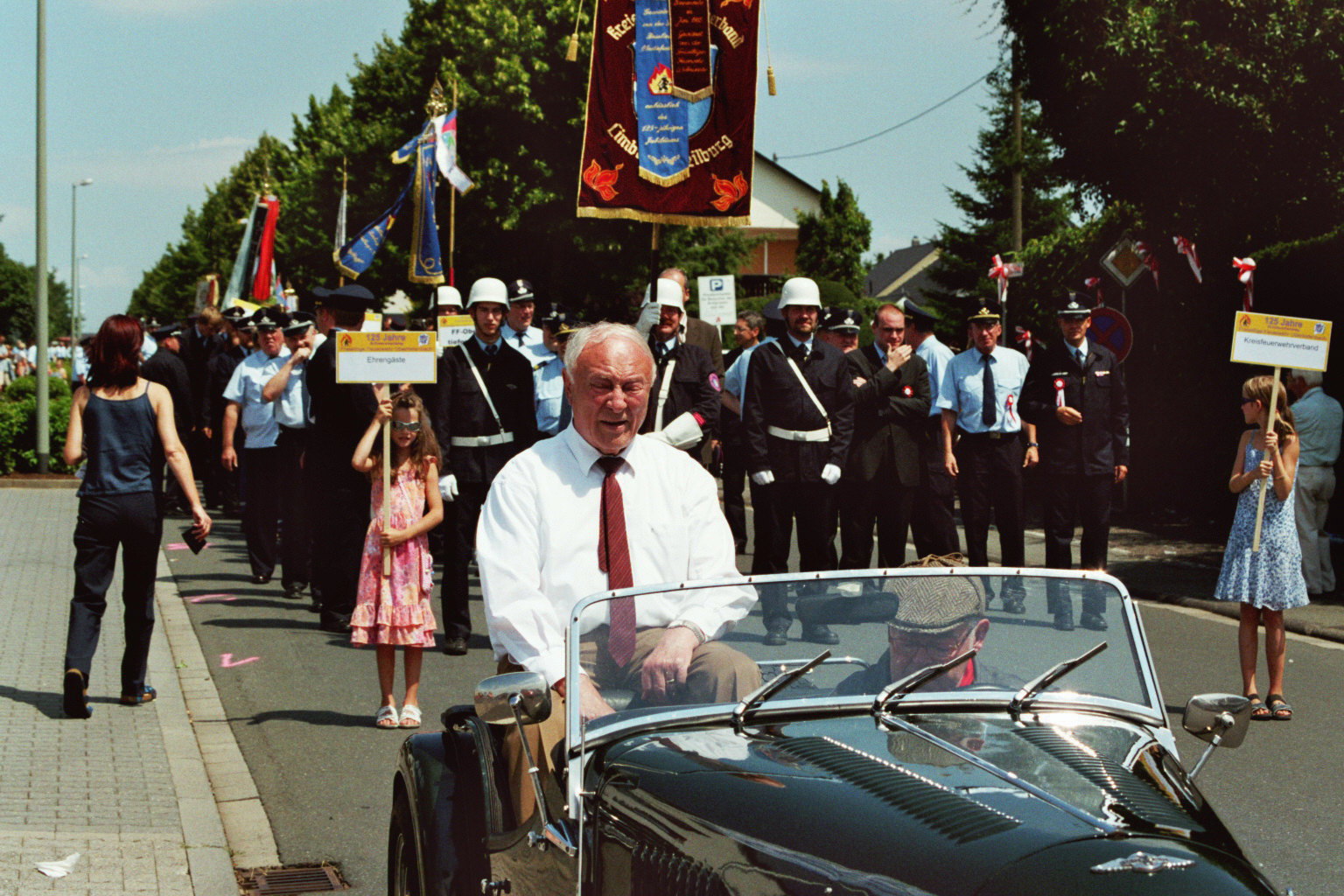
Festzug zum Kreisfeuerwehrverbandstag 2005 des KFV Limburg-Weilburg – ein Kreisfeuerwehrverband in Hessen

Ein Kreisfeuerwehrverband (KFV) in Deutschland ist der jeweilige Fachverband der Feuerwehren in einem Landkreis oder einer Großstadt. Teilweise bestehen Kreisfeuerwehrverbände auch auf einem Gebiet ehemaliger Landkreise, weil sie zwischenzeitliche Zusammenschlüsse auf kommunaler bzw. verwaltungstechnischer Ebene nicht durch Fusionen nachvollzogen haben. In Großstädten bzw. kreisfreien Städten werden sie auch als Stadtfeuerwehrverband bezeichnet.
Mitglieder eines KFV sind die Feuerwehren oder ggf. Stadtfeuerwehrverbände in ihrem Kreisgebiet. Die Aufgaben der Kreisfeuerwehrverbände liegen im Bereich Interessensvertretung, Öffentlichkeitsarbeit, Brandschutzerziehung und -aufklärung sowie in der Förderung des Feuerwehrwesens, des Brand- und Katastrophenschutzes, der Aus- und Weiterbildung, der Feuerwehrmusik, der Jugendfeuerwehren sowie Kinderfeuerwehren. Sie bilden eine Art Zwischeninstanz zwischen den Feuerwehren und dem zuständigen Landesfeuerwehrverband bzw. Bezirksfeuerwehrverband (in den Bundesländern Bayern und Hessen).

## Aufgaben
Ein KFV dient als Ansprechpartner für die Kommunen, die Landkreis- bzw. Stadtverwaltung und andere Organisationen in allen Belangen rund um den Brandschutz und die Feuerwehrarbeit. Die Aufgaben eines Kreisfeuerwehrverbandes sind häufig die Organisation von Ausbildungen, Schulungen und Übungen, die Beschaffung von Ausrüstung und Material sowie die Vertretung der Interessen der Feuerwehren gegenüber der Politik und der Öffentlichkeit sein.
In den 1970er Jahren bis Anfang der 1990er Jahre rief der Deutsche Feuerwehrverband mit seinen Landesfeuerwehrverbänden, Bezirksfeuerwehrverbänden sowie Stadt- und Kreisfeuerwehrverbänden jährlich zur Durchführung der bundesweiten Brandschutzwoche jeweils unter einem anderen Motto auf, um die Feuerwehr-Akzeptanz in der Bevölkerung zu verbessern. Vielfach werden Verbandstage auf Kreisebene durch die Kreisfeuerwehrverbände veranlasst.